# Tanya Huff
Œuvres principales
- Série Vicki Nelson
- Série La Confédération
- Série Les Aventures de Tony Foster

Tanya Sue Huff, née le 26 septembre 1957 à Halifax en Nouvelle-Écosse au Canada, est une auteure canadienne de fantastique. Ses romans, publiés dès la fin des années 1980, peuvent être divisés en six séries différentes. L'une d'entre elles, appelée Vicki Nelson a été adaptée à la télévision.

## Œuvres

### SérieVicki Nelson
1. Le Prix du sang, J'ai lu, 2007 ((en) Blood Price, 1991)
2. Piste sanglante, J'ai lu, 2007 ((en) Blood Trail, 1992)
3. Frontière sanglante, J'ai lu, 2007 ((en) Blood Lines, 1993)
4. Pacte sanglant, J'ai lu, 2007 ((en) Blood Pact, 1993)
5. Dette de sang, J'ai lu, 2010 ((en) Blood Debt, 1997)
6. Nouvelles sanglantes, J'ai lu, 2012 ((en) Blood Bank, 2006)

### SérieLes Aventures de Tony Foster
1. Fantômes et Ombres, J'ai lu, 2013 ((en) Smoke and Shadows, 2004)
2. (en) Smoke and Mirrors, 2005
3. (en) Smoke and Ashes, 2006

### UniversLa Confédération

#### SérieLa Confédération
1. Le Choix du courage, Bragelonne, 2013 ((en) Valor's Choice, 2000)
2. L'Épreuve du courage, Bragelonne, 2013 ((en) The Better Part of Valor, 2002)
3. Au cœur du courage, Bragelonne, 2013 ((en) The Heart of Valor, 2007)
4. (en) Valor's Trial, 2008
5. (en) The Truth of Valor, 2010

### SériePeacekeeper
1. (en) An Ancient Peace, 2015
2. (en) A Peace Divided, 2017
3. (en) The Privilege of Peace, 2018

### SérieEnchantment Emporium
1. Enchantment Emporium, J'ai lu, 2012 ((en) The Enchantment Emporium, 2009)
2. (en) The Wild Ways, 2011
3. (en) The Future Falls, 2014

### UniversRavenloft
- Le Maître du déclin, Fleuve noir, 1998 ((en) Scholar of Decay, 1995)

### UniversValdemar
- (en) The Demon’s Den and Other Tales of Valdemar, 2018, recueil de nouvelles

### Romans indépendants
- (en) Gate of Darkness, Circle of Light, 1989
- (en) The Fire's Stone, 1990
- (en) The Silvered, 2012Prix Aurora du meilleur roman 2013
- (en) Into the Broken Lands, 2022
- (en) Direct Descendant, 2025